# Illice introbasalis
Illice introbasalis là một loài bướm đêm thuộc phân họ Arctiinae, họ Erebidae.